# Popudinské Močidľany
Popudinské Močidľany je naseljeno mjesto u okrugu Skalica u Trnavskom kraju u Slovačkoj.

## Stanovništvo
| Godina:     | 1993. | 2003.   | 2013.   | 2023.   |
| ----------- | ----- | ------- | ------- | ------- |
| Broj ljudi: | 837   | 880     | 911     | 979     |
| Razlika:    |       | +5,13 % | +3,52 % | +7,46 % |

| Godina:     | 2022. | 2023.   |
| ----------- | ----- | ------- |
| Broj ljudi: | 981   | 979     |
| Razlika:    |       | -0,20 % |

Prema podacima o broju stanovnika iz 2023. godine naselje je imalo 979 stanovnika.

## Vanjske poveznice
|  | Zajednički poslužitelj ima još gradiva o temi Popudinské Močidľany |

- Službena stranica naselja (sl.)